# Masticophis schotti
Masticophis schotti är en ormart som beskrevs av Baird och Girard 1853. Masticophis schotti ingår i släktet Masticophis och familjen snokar.
Denna orm förekommer i södra Texas (USA) samt i östra och centrala Mexiko. Den vistas i låglandet och i bergstrakter upp till 2300 meter över havet. Habitatet varierar mellan torra tropiska skogar, buskskogar, gräsmarker och klippiga områden med låg växtlighet. Individerna vistas ofta nära vattendrag eller dammar. De rör sig ofta på marken och ibland i vegetationen. Vid kallt väder gömmer sig Masticophis schotti i djupa bergssprickor. Honor lägger sina ägg ibland i övergivna bon av gnagare.
I Texas blev delar av det ursprungliga landskapet omvandlad till odlingsmark eller samhällen. Annars är inga hot mot beståndet kända och hela populationen anses vara stabil. IUCN kategoriserar arten globalt som livskraftig.

## Underarter
Arten delas in i följande underarter:
- M. s. ruthveni
- M. s. schotti